# Valdaone
Valdaone (Valdaùn in dialetto locale) è un comune italiano sparso di 1 161 abitanti della provincia di Trento in Trentino-Alto Adige. Come suggerisce la denominazione, coincide con la Val di Daone.
È stato istituito il 1º gennaio 2015 per fusione dei territori comunali di Bersone, Daone (che ne è il capoluogo) e Praso.
È il comune più occidentale della provincia.

## Storia

### Simboli
Lo stemma e il gonfalone del nuovo comune sono stati adottati dal consiglio comunale il 27 aprile 2016 e approvati con D.G.P. del 13 giugno 2016.
Stemma
La composizione tripartita azzurra rossa e verde ricorda la fusione dei tre comuni precedenti con i loro elementi distintivi: il camoscio, animale caratteristico della Valle di Daone, era presente nello stemma dell'ex comune di Daone; il fiore d'arnica d'oro era simbolo tradizionale di Praso e la sua triplice ripetizione vuole simboleggiare l'unione delle tre comunità; al centro il ponte di Tringoi stilizzato d'argento era raffigurato nel vecchio stemma di Bersone.
Gonfalone
gennaio 2011.»

## Monumenti e luoghi d'interesse
- Chiesa di San Pietro, nella frazione di Praso
- Chiesa dei Santi Fabiano e Sebastiano, nella frazione di Bersone
- Chiesa di San Bartolomeo, nella frazione di Daone

## Società

### Evoluzione demografica
Abitanti censiti

## Amministrazione
| Periodo           | Periodo           | Primo cittadino  | Partito      | Carica                    | Note |
| ----------------- | ----------------- | ---------------- | ------------ | ------------------------- | ---- |
| 1º gennaio 2015   | 9 maggio 2015     | Maurizio Polla   | /            | Commissario Straordinario |      |
| 10 maggio 2015    | 21 settembre 2020 | Ketty Pellizzari | Lista civica | Sindaco                   |      |
| 22 settembre 2020 | in carica         | Ketty Pellizzari | Lista civica | Sindaco                   |      |

### Gemellaggi
- Alviano, dal 2002[12]